# Euro Formula 3
Euro Formula 3 je bila automobilistička kategorija jednosjeda koja je nastala 2003. spajanjem Francuske Formule 3 i Njemačke Formule 3, a vozila se po pravilima Međunarodne Automobilističke Federacije. Kategorija je raspuštena nakon 2012. kada je FIA odlučila da će Euro Formulu 3 pripojiti Europskoj Formuli 3 za 2013. sezonu. 

## Prvaci
| Sezona | Vozač             | Momčad          | Šasija           | Motor      | Momčadski prvak                                    |
| ------ | ----------------- | --------------- | ---------------- | ---------- | -------------------------------------------------- |
| 2003.  | Ryan Briscoe      | Prema Powerteam | Dallara F303/008 | Opel       | Momčadski naslov se nije dodjeljivao 2003. i 2004. |
| 2004.  | Jamie Green       | ASM Formule 3   | Dallara F303/016 | Mercedes   | Momčadski naslov se nije dodjeljivao 2003. i 2004. |
| 2005.  | Lewis Hamilton    | ASM Formule 3   | Dallara F305/021 | Mercedes   | ASM Formule 3                                      |
| 2006.  | Paul di Resta     | ASM Formule 3   | Dallara F305/021 | Mercedes   | ASM Formule 3                                      |
| 2007.  | Romain Grosjean   | ASM Formule 3   | Dallara F305/059 | Mercedes   | ASM Formule 3                                      |
| 2008.  | Nico Hülkenberg   | ART Grand Prix  | Dallara F308/009 | Mercedes   | ART Grand Prix                                     |
| 2009.  | Jules Bianchi     | ART Grand Prix  | Dallara F308/026 | Mercedes   | ART Grand Prix                                     |
| 2010.  | Edoardo Mortara   | Signature       | Dallara F309/023 | Volkswagen | Signature                                          |
| 2011.  | Roberto Merhi     | Prema Powerteam | Dallara F308/047 | Mercedes   | Prema Powerteam                                    |
| 2012.  | Daniel Juncadella | Prema Powerteam | Dallara F312/005 | Mercedes   | Prema Powerteam                                    |

## Vanjske poveznice
- F3 Euroseries – web.archive.org
- Lower category champions – 6th Gear